# Stasera Italia - Weekend
Stasera Italia - Weekend è stato un programma televisivo italiano di genere talk show, politico e rotocalco, spin-off di Stasera Italia, andato in onda su Rete 4 e in simulcast su TGcom24 dall'8 settembre 2018 al 24 dicembre 2023 ogni sabato e domenica in access prime time. Dall'8 settembre 2018 al 27 ottobre 2019 la conduzione era stata affidata a Giuseppe Brindisi e Veronica Gentili, poi solo da quest'ultima dal 2 novembre 2019 al 5 settembre 2021 (sostituita da Alessandro Usai il 14 agosto 2021), mentre dal 9 settembre al 24 dicembre 2023 ad Augusto Minzolini, affiancato da Safiria Leccese dal 16 al 24 settembre 2023 e sostituito da Alessandra Viero il 18 novembre 2023. Il programma ha avuto sei edizioni e veniva trasmesso in diretta dallo studio 1 del Centro Safa Palatino di Roma.

## Il programma
Il programma era nato come spin-off del format originale, e riproposto in versione weekend per sei edizioni. Il format nel 2018 e nel 2019 era realizzato dal TG4, mentre dal 2019 al 2023 era realizzato dalla testata giornalistica italiana Videonews, pertanto era rimasto uguale a quello di Stasera Italia trattando argomenti di approfondimento più ragionato e accurato della situazione politica, economica e sociale italiana, il tutto, con l'ausilio di servizi e la presenza di ospiti in studio e in collegamento, pronti ad intervenire sulle varie tematiche.

### Studi televisivi
| Studio televisivo                       | Edizioni | Edizioni | Edizioni | Edizioni | Edizioni | Edizioni | Totale |
| Studio televisivo                       | 1ª       | 2ª       | 3ª       | 4ª       | 5ª       | 6ª       | Totale |
| --------------------------------------- | -------- | -------- | -------- | -------- | -------- | -------- | ------ |
| Studio 1 del Centro Safa Palatino, Roma |          |          |          |          |          |          | 6      |

## Edizioni
| Edizione | Anno      | Conduzione        | Conduzione       | Conduzione       | Periodo           | Periodo           | Puntate    | Puntate  | Regia         | Studio                                  |
| Edizione | Anno      | Conduzione        | Conduzione       | Conduzione       | Inizio            | Fine              | Quotidiane | Speciali | Regia         | Studio                                  |
| -------- | --------- | ----------------- | ---------------- | ---------------- | ----------------- | ----------------- | ---------- | -------- | ------------- | --------------------------------------- |
| 1ª       | 2018-2019 | Giuseppe Brindisi | Veronica Gentili | Veronica Gentili | 8 settembre 2018  | 15 giugno 2019    | 79         | –        | Donato Pisani | Studio 1 del Centro Safa Palatino, Roma |
| 2ª       | 2019-2020 | Giuseppe Brindisi | Veronica Gentili | Veronica Gentili | 14 settembre 2019 | 7 giugno 2020     | 77         | 16       | Donato Pisani | Studio 1 del Centro Safa Palatino, Roma |
| 3ª       | 2020      | Veronica Gentili  | Veronica Gentili | Veronica Gentili | 13 giugno 2020    | 13 settembre 2020 | 27         | –        | Donato Pisani | Studio 1 del Centro Safa Palatino, Roma |
| 4ª       | 2020-2021 | Veronica Gentili  | Veronica Gentili | Veronica Gentili | 19 settembre 2020 | 20 giugno 2021    | 78         | –        | Donato Pisani | Studio 1 del Centro Safa Palatino, Roma |
| 5ª       | 2021      | Veronica Gentili  | Alessandro Usai  | Alessandro Usai  | 26 giugno 2021    | 5 settembre 2021  | 20         | –        | Donato Pisani | Studio 1 del Centro Safa Palatino, Roma |
| 6ª       | 2023      | Augusto Minzolini | Safiria Leccese  | Alessandra Viero | 9 settembre 2023  | 24 dicembre 2023  | 32         | –        | Donato Pisani | Studio 1 del Centro Safa Palatino, Roma |

### Prima edizione (2018-2019)
La prima edizione di Stasera Italia - Weekend, con la conduzione di Giuseppe Brindisi e Veronica Gentili, è andata in onda dall'8 settembre 2018 al 15 giugno 2019, ogni sabato e domenica nella fascia dell'access prime time dalle 20:30 alle 21:25, in diretta dallo studio 1 del Centro Safa Palatino di Roma.

### Seconda edizione (2019-2020)
La seconda edizione di Stasera Italia - Weekend, con la conduzione di Giuseppe Brindisi (fino al 27 ottobre 2019) e Veronica Gentili, è andata in onda dal 14 settembre 2019 al 7 giugno 2020, ogni sabato e domenica nella fascia dell'access prime time dalle 20:30 alle 21:25, in diretta dallo studio 1 del Centro Safa Palatino di Roma. Il 27 ottobre 2019, Giuseppe Brindisi, conduttore della versione weekend ed estiva del programma, ha lasciato il programma, per dedicarsi ad altri progetti all'interno della stessa rete. Il 26 gennaio 2020, in seconda serata, è andata in onda una puntata speciale dedicata alle elezioni regionali in Umbria, Emilia-Romagna e Calabria. Il 22 e il 23 febbraio, in prima serata, sono andate in onda due puntate speciali dedicate alla situazione sul COVID-19 in Italia. Dal 7 marzo al 6 giugno, ogni sabato in prima serata, sono andate in onda tredici puntate speciali dedicate al COVID-19 e alla situazione politica in Italia, intitolate Stasera Italia Weekend Speciale e condotta da Veronica Gentili.

### Terza edizione (2020)
La terza edizione di Stasera Italia - Weekend, con la conduzione di Veronica Gentili, è andata in onda dal 13 giugno al 13 settembre 2020, nel periodo estivo, ogni sabato e domenica nella fascia dell'access prime time dalle 20:30 alle 21:25, in diretta dallo studio 1 del Centro Safa Palatino di Roma.

### Quarta edizione (2020-2021)
La quarta edizione di Stasera Italia - Weekend, sempre con la conduzione di Veronica Gentili, è andata in onda dal 19 settembre 2020 al 20 giugno 2021, ogni sabato e domenica nella fascia dell'access prime time dalle 20:30 alle 21:25, in diretta dallo studio 1 del Centro Safa Palatino di Roma.

### Quinta edizione (2021)
La quinta edizione di Stasera Italia - Weekend, sempre con la conduzione di Veronica Gentili (sostituita da Alessandro Usai il 14 agosto 2021), è andata in onda dal 26 giugno al 5 settembre 2021, nel periodo estivo, ogni sabato e domenica nella fascia dell'access prime time dalle 20:30 alle 21:25, in diretta dallo studio 1 del Centro Safa Palatino di Roma.

### Sesta edizione (2023)
La sesta edizione di Stasera Italia - Weekend, con la conduzione di Augusto Minzolini, affiancato da Safiria Leccese dal 16 al 24 settembre 2023 e sostituito da Alessandra Viero il 18 novembre 2023, è andata in onda dal 9 settembre al 24 dicembre 2023, ogni sabato e domenica nella fascia dell'access prime time dalle 20:30 alle 21:25, in diretta dallo studio 1 del Centro Safa Palatino di Roma.

## Speciali
| Puntata | Anno | Conduzione       | Titolo                          | Messa in onda    | Argomenti della puntata                                    | Orario      | Programmazione | Programmazione | Programmazione | Programmazione | Programmazione | Programmazione | Programmazione | Collocazione   | Studio                                  | Ascolti        | Ascolti | Ascolti |
| Puntata | Anno | Conduzione       | Titolo                          | Messa in onda    | Argomenti della puntata                                    | Orario      | L              | M              | M              | G              | V              | S              | D              | Collocazione   | Studio                                  | Telespettatori | Share   | Fonte   |
| ------- | ---- | ---------------- | ------------------------------- | ---------------- | ---------------------------------------------------------- | ----------- | -------------- | -------------- | -------------- | -------------- | -------------- | -------------- | -------------- | -------------- | --------------------------------------- | -------------- | ------- | ------- |
| 1       | 2020 | Veronica Gentili | Stasera Italia Weekend Speciale | 26 gennaio 2020  | Elezioni regionali (Umbria, Emilia-Romagna e Calabria)     | 22:40-02:00 |                |                |                |                |                |                |                | Seconda serata | Studio 1 del Centro Safa Palatino, Roma | 536 000        | 4,20%   | [ 9 ]   |
| 2       | 2020 | Veronica Gentili | Stasera Italia Weekend Speciale | 22 febbraio 2020 | Situazione sul COVID-19 in Italia                          | 21:25-00:10 |                |                | Prima serata   | 658 000        | 3,23%          | [ 10 ]         |                |                | Studio 1 del Centro Safa Palatino, Roma |                |         |         |
| 3       | 2020 | Veronica Gentili | Stasera Italia Weekend Speciale | 23 febbraio 2020 | Situazione sul COVID-19 in Italia                          | 21:25-00:10 |                |                | Prima serata   | 723 000        | 3,00%          | [ 11 ]         |                |                | Studio 1 del Centro Safa Palatino, Roma |                |         |         |
| 4       | 2020 | Veronica Gentili | Stasera Italia Weekend Speciale | 7 marzo 2020     | Notizie sul COVID-19 e sulla situazione politica in Italia | 21:25-00:10 |                |                | Prima serata   | 1 156 000      | 4,50%          | [ 12 ]         |                |                | Studio 1 del Centro Safa Palatino, Roma |                |         |         |
| 5       | 2020 | Veronica Gentili | Stasera Italia Weekend Speciale | 14 marzo 2020    | Notizie sul COVID-19 e sulla situazione politica in Italia | 21:25-00:10 | 946 000        | 3,20%          | Prima serata   | [ 13 ]         |                |                |                |                | Studio 1 del Centro Safa Palatino, Roma |                |         |         |
| 6       | 2020 | Veronica Gentili | Stasera Italia Weekend Speciale | 21 marzo 2020    | Notizie sul COVID-19 e sulla situazione politica in Italia | 21:25-00:10 | 1 560 000      | 5,42%          | Prima serata   | [ 14 ]         |                |                |                |                | Studio 1 del Centro Safa Palatino, Roma |                |         |         |
| 7       | 2020 | Veronica Gentili | Stasera Italia Weekend Speciale | 28 marzo 2020    | Notizie sul COVID-19 e sulla situazione politica in Italia | 21:25-00:10 | 1 079 000      | 3,80%          | Prima serata   | [ 15 ]         |                |                |                |                | Studio 1 del Centro Safa Palatino, Roma |                |         |         |
| 8       | 2020 | Veronica Gentili | Stasera Italia Weekend Speciale | 4 aprile 2020    | Notizie sul COVID-19 e sulla situazione politica in Italia | 21:25-00:10 | 959 000        | 3,30%          | Prima serata   | [ 16 ]         |                |                |                |                | Studio 1 del Centro Safa Palatino, Roma |                |         |         |
| 9       | 2020 | Veronica Gentili | Stasera Italia Weekend Speciale | 11 aprile 2020   | Notizie sul COVID-19 e sulla situazione politica in Italia | 21:25-00:10 | 929 000        | 3,20%          | Prima serata   | [ 17 ]         |                |                |                |                | Studio 1 del Centro Safa Palatino, Roma |                |         |         |
| 10      | 2020 | Veronica Gentili | Stasera Italia Weekend Speciale | 18 aprile 2020   | Notizie sul COVID-19 e sulla situazione politica in Italia | 21:25-00:10 | 1 024 000      | 3,60%          | Prima serata   | [ 18 ]         |                |                |                |                | Studio 1 del Centro Safa Palatino, Roma |                |         |         |
| 11      | 2020 | Veronica Gentili | Stasera Italia Weekend Speciale | 2 maggio 2020    | Notizie sul COVID-19 e sulla situazione politica in Italia | 21:25-00:10 | 928 000        | 3,40%          | Prima serata   | [ 19 ]         |                |                |                |                | Studio 1 del Centro Safa Palatino, Roma |                |         |         |
| 12      | 2020 | Veronica Gentili | Stasera Italia Weekend Speciale | 9 maggio 2020    | Notizie sul COVID-19 e sulla situazione politica in Italia | 21:25-00:10 | 811 000        | 3,10%          | Prima serata   | [ 20 ]         |                |                |                |                | Studio 1 del Centro Safa Palatino, Roma |                |         |         |
| 13      | 2020 | Veronica Gentili | Stasera Italia Weekend Speciale | 16 maggio 2020   | Notizie sul COVID-19 e sulla situazione politica in Italia | 21:25-00:10 | 882 000        | 3,60%          | Prima serata   | [ 21 ]         |                |                |                |                | Studio 1 del Centro Safa Palatino, Roma |                |         |         |
| 14      | 2020 | Veronica Gentili | Stasera Italia Weekend Speciale | 23 maggio 2020   | Notizie sul COVID-19 e sulla situazione politica in Italia | 21:25-00:10 | 820 000        | 3,50%          | Prima serata   | [ 22 ]         |                |                |                |                | Studio 1 del Centro Safa Palatino, Roma |                |         |         |
| 15      | 2020 | Veronica Gentili | Stasera Italia Weekend Speciale | 30 maggio 2020   | Notizie sul COVID-19 e sulla situazione politica in Italia | 21:25-00:10 | 811 000        | 3,60%          | Prima serata   | [ 23 ]         |                |                |                |                | Studio 1 del Centro Safa Palatino, Roma |                |         |         |
| 16      | 2020 | Veronica Gentili | Stasera Italia Weekend Speciale | 6 giugno 2020    | Notizie sul COVID-19 e sulla situazione politica in Italia | 21:25-00:10 | 695 000        | 3,20%          | Prima serata   | [ 24 ]         |                |                |                |                | Studio 1 del Centro Safa Palatino, Roma |                |         |         |

## Audience
| Edizione | Rete televisiva | Rete televisiva | Anno      | Stagione         | Orario      | Durata | Programmazione | Programmazione | Programmazione | Programmazione | Programmazione | Programmazione | Programmazione | Collocazione      | Media auditel  | Media auditel |
| Edizione | Locale          | Simulcast       | Anno      | Stagione         | Orario      | Durata | L              | M              | M              | G              | V              | S              | D              | Collocazione      | Telespettatori | Share         |
| -------- | --------------- | --------------- | --------- | ---------------- | ----------- | ------ | -------------- | -------------- | -------------- | -------------- | -------------- | -------------- | -------------- | ----------------- | -------------- | ------------- |
| 1ª       | Rete 4          | TGcom24         | 2018-2019 | estate-primavera | 20:30-21:25 | 55 min |                |                |                |                |                |                |                | Access prime time | 1 059 000      | 4,40%         |
| 2ª       | Rete 4          | TGcom24         | 2019-2020 | estate-primavera | 20:30-21:25 | 55 min | 1 216 000      | 4,94%          |                |                |                |                |                | Access prime time |                |               |
| 3ª       | Rete 4          | TGcom24         | 2020      | primavera-estate | 20:30-21:25 | 55 min | 1 187 000      | 5,76%          |                |                |                |                |                | Access prime time |                |               |
| 4ª       | Rete 4          | TGcom24         | 2020-2021 | estate-primavera | 20:30-21:25 | 55 min | 1 170 000      | 5,64%          |                |                |                |                |                | Access prime time |                |               |
| 5ª       | Rete 4          | TGcom24         | 2021      | estate           | 20:30-21:25 | 55 min | 1 121 000      | 3,70%          |                |                |                |                |                | Access prime time |                |               |
| 6ª       | Rete 4          | TGcom24         | 2023      | estate-inverno   | 20:30-21:25 | 55 min | 1 022 000      | 3,50%          |                |                |                |                |                | Access prime time |                |               |

## Sigla
La sigla utilizzata nelle prime cinque edizioni è stata Day-O (Banana Boat Song) di Harry Belafonte. Nella sesta edizione la sigla è stata un jingle creato appositamente per il programma.